# Первое Шанхайское сражение
Шанхайская оборона или Первое Шанхайское сражение (кит. трад. 一·二八事變, упр. 一·二八事变, пиньинь Yī·èrbā shìbiàn, буквально: «Инцидент 28 января»; яп. 第一次上海事変, буквально: «Первый Шанхайский инцидент») — серия боёв в Шанхае и окрестностях между войсками Китайской Республики и Японской империи, продолжавшихся с 28 января по 3 марта 1932 года.

## Предыстория
После Мукденского инцидента Квантунская армия почти без сопротивления захватила Маньчжурию, после чего было создано марионеточное государство Маньчжоу-го. Япония стремилась к дальнейшему расширению влияния в Китае и созданию плацдармов для продвижения вглубь континента. Для этих целей идеально подходил экстерриториальный Шанхай. Японские военные начали готовить провокации, и 18 января пятеро буддийских монахов-японцев были избиты возле одной из фабрик. После этого фабрика была сожжена по наущению японских агентов, в столкновениях с толпой погиб китайский полицейский. Произошёл всплеск антияпонских настроений, жители Шанхая вышли на демонстрацию с призывом к бойкоту японских товаров.
В течение следующей недели ситуация продолжала ухудшаться. К 27 января у побережья Шанхая были сконцентрированы около 30 кораблей флота Японии с 40 самолётами и 7000 пехоты. Японское правительство предъявило властям Шанхая ультиматум, требуя осуждения и пресечения демонстраций, а также возмещения материального ущерба. Вечером 28 января администрация города согласилась выполнить эти требования. Однако около полуночи самолёты с авианосцев начали бомбить Шанхай.

## Силы сторон

### Китайская Республика
- Шанхайский фронт (генерал Т. Цай)
  - 5-я армия (Ц. Чжан)
    -  87-я и 88-я дивизии и отдельная бригада Сухопутных войск

  -  19-я армия (Г. Цзян)
  - укрепрайон «Усун» (2 тыс. чел.)
  - 3 ед. бронепоездов (500 чел.)
  -  60-я, 61-я, 78-я дивизии Сухопутных войск

### Императорская Япония
- Экспедиционные силы «Шанхай» Сухопутных войск (генерал Ё. Сиракава)
  - 9-я, 11-я, 14-я дивизии и 24-я бригада Сухопутных войск
  - смешанный артполк Сухопутных войск
  - авиаотряд Сухопутных войск

- 3-й флот ВМС (вице-адмирал К. Номура)
  -  1-я ДАВ ВМС
    - АВ «Кага»-«Хосё»

  -  Крейсерская дивизия 
    -  ЛКР «Кирисима»-лкр «Юра»-«Тэнрю»

  -  Дивизия эсминцев
    - ЭМ «Окикадзэ»-«Минэкадзэ»-«Савакадзэ»-«Якадзэ»

  - Десантно-штурмовая бригада ВМС «Шанхай»

## Ход боёв

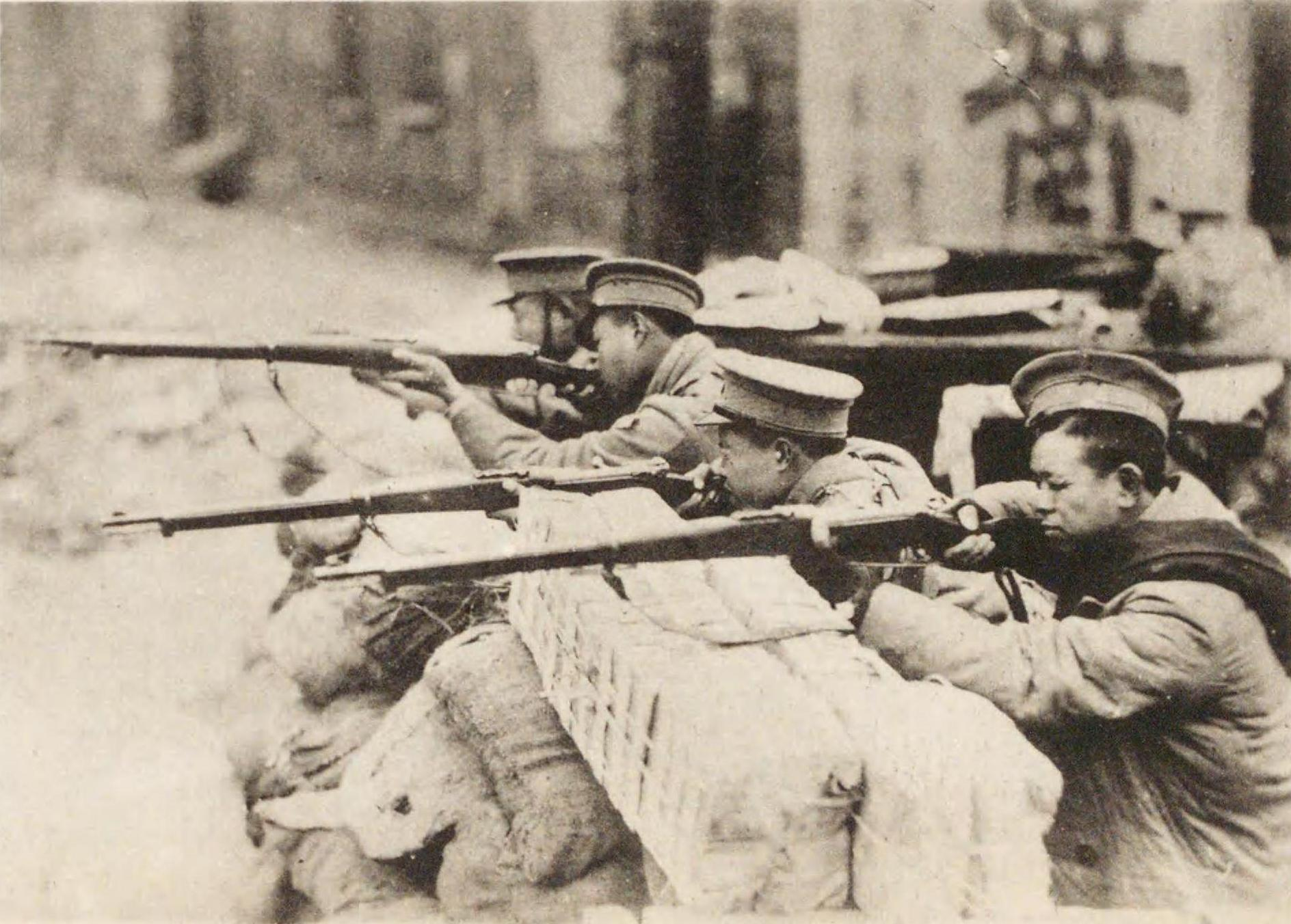
Китайская военная полиция в бою

3000 солдат Императорской армии высадились на побережье и стали продвигаться к заданным целям, таким как железнодорожные станции. Подразделения 19-й китайской армии оказали им ожесточённое сопротивление, и японцы отступили. Так как Шанхай входил в сферу интересов западных стран, США, Великобритания и Франция с самого начала пытались склонить Японию к прекращению боевых действий, однако та продолжала мобилизовывать силы. 30 января Чан Кайши перенёс столицу из Нанкина в Лоян. 12 февраля по инициативе западных государств было объявлено дневное перемирие для помощи пострадавшим гражданским жителям, а Япония предъявила китайцам новый ультиматум, по которому те должны были увести войска на 20 километров от концессионной границы.
После незамедлительно полученного отказа императорские силы были увеличены до 90 000 человек прибывшими 9-й дивизией и 24-й смешанной бригадой, после чего интенсивность боёв возросла. В ответ на это Чан Кайши прислал элитную 5-ю армию. 20 февраля начались бомбардировки жилых кварталов, по городу поползли пожары. Япония увеличила контингент ВМФ и ВВС и положение китайских бойцов стало угрожающим. 29 февраля 11-я японская дивизия высадилась позади линии обороны китайцев, которые пошли в отчаянную атаку, но не смогли сбросить врага в море. 2 марта командование 19-й армии издало приказ об отступлении, и на следующий день китайцы отступили за пределы города.

## Последствия

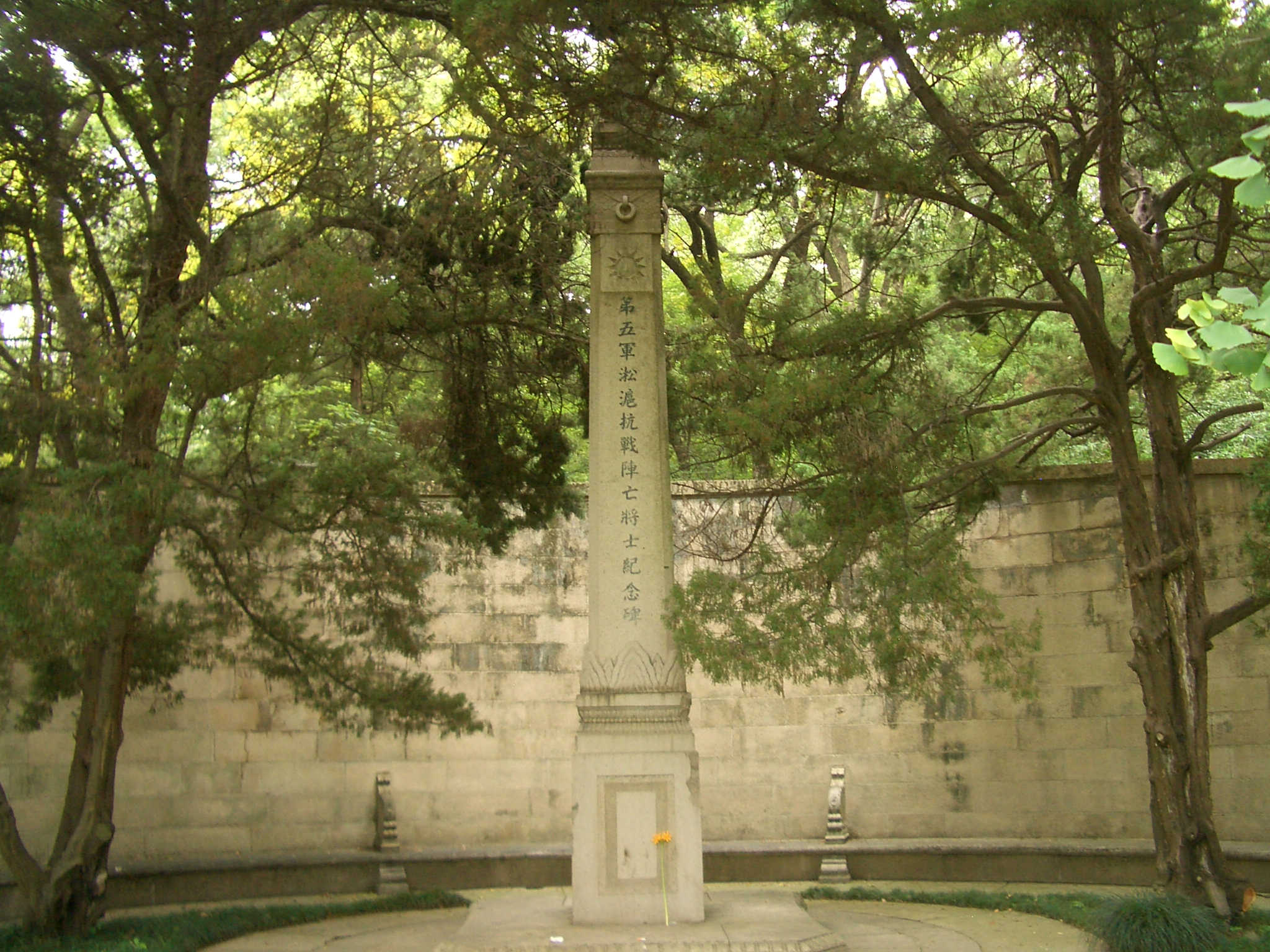
Монумент павшим в битве китайским солдатам

4 марта Лига Наций приняла резолюцию, требующую прекращения огня, хотя спорадические бои продолжались. 6 марта Китай в одностороннем порядке принял решение прекратить боевые действия. 14 марта представители Лиги прибыли в Шанхай, чтобы заставить японцев сделать то же самое. Перестрелки в городе и окрестностях продолжались до 5 мая, когда был подписан Шанхайский мирный договор. Шанхай был объявлен демилитаризованной зоной, Китаю запрещалось держать гарнизоны также в соседних Сучжоу и Куньшане. Япония получила право разместить в городе ограниченный воинский контингент. Китайцы восприняли договор как унижение, по их мнению западные державы предали их, не обратив внимание на оборонительный для Китая характер войны и большие потери.
Командующий японской экспедиционной армией, Ёсинори Сиракава, во время сражения был тяжело ранен корейским националистом и 26 мая умер. Чан Кайши перевёл 19-ю армию в Фуцзянь для борьбы с коммунистами, где выиграли несколько битв, после чего начались мирные переговоры. Однако, 22 ноября 1933 года 19-я армия восстала против Гоминьдана, и её лидеры провозгласили создание Народной республики Фуцзянь. Мятеж не нашёл поддержки у КПК и в январе 1934 года был подавлен войсками Чан Кайши. Лидеры 19-й армии бежали в Гонконг, а солдат распределили в другие подразделения национально-революционной армии.